# Papilio helenus
Papilio helenus este specie de fluturi de dimensiuni medii, din familia Papilionidae. Specia se divide în peste 30 de subspecii, 13 întâlnindu-se în India.

## Morfologie
Aripile acestei specii sunt aproape în întregime de culoare neagră. Dar, aripa posterioră prezintă cercuri roșii și pe partea ventrală a aripii anterioare – modele albe uneori gălbui. Anvergura aripilor anterioare este de 100 – 120 mm.

## Ecologie
Papilio helenus preferă pădurile umede și veșnic verzi. Acesta este un vizitator frecvet în grădinele din localități și pe plantațiile de ceai. Ei zboară, de regulă, aproape de suprafața terestră și uneori pot fi prinși cu mâna. Uneori poate fi observată în grădini din zonele urbane. În timpul repausului aripile sunt ținute vertical, demonstrându-se partea ventrală cu petele albe. Larvele se nutresc cu plante din familia Rutaceae

## Dezvoltare
Ouăle depuse sunt galbene dar cu trcerea timpului devin portocalii. Diametrul lor este de 1,2 mm și sunt de formă sferică. Ouăle sunt depuse solitary, nu în grup, pe frunzele tinere asu pe muguri pe plantele din junglă. Larvele eclozează după 4 – 7 zile după năpârlire, în dependență de factorii mediului. Omizile numai ce eclozate au o lungime de 3 mm. Corpul omizilor este maro deschis și acoperit cu excrescențe cuticulare aciforme. Se întâlnesc și larve cu corpul albicios sau pestriț. Larvele sun capabile să secrete un lichid ccu miros neplăcut cu efect respingător asupra prădătorilor și paraziților. După prima năpârlire larva își schimbă colorați în verde cu pete albe, gri sau negre. Îninate de etapa de nimfă lungimea larvei este de 50 mm. Împuparea are loc la 26 – 30 zile de la eclozare, perioada întreagă de dezvoltare de la stadiul de ou la adult durează 43 – 53 zile. Pupele sunt de obicei vezi sau galbene.

## Răspândire
Papilio helenus  se întâlnește în nord – estul și sudul Indiei, Sri Lanka în Asia de Sud-Est (Thailanda, Myanmar, Vietnam) și de Est (Coreea de Sud, Japonia, China).